# (200012) 2007 LK20
(200012) 2007 LK20  es un asteroide perteneciente al cinturón de asteroides, descubierto el 9 de junio de 2007 por el equipo del Spacewatch desde el Observatorio Nacional de Kitt Peak, Arizona, Estados Unidos.

## Designación y nombre
Designado provisionalmente como 2007 LK20.

## Características orbitales
2007 LK20 está situado a una distancia media del Sol de 2,713 ua, pudiendo alejarse hasta 3,061 ua y acercarse hasta 2,366 ua. Su excentricidad es 0,128 y la inclinación orbital 5,230 grados. Emplea 1632,86 días en completar una órbita alrededor del Sol.

## Características físicas
La magnitud absoluta de 2007 LK20 es 16,6.